# Dacznaja II
Dacznaja II (ros. Дачная II) – przystanek kolejowy w miejscowości Smoleńsk, w obwodzie smoleńskim, w Rosji. Leży na linii Smoleńsk - Witebsk.
Nazwa pochodzi od pobliskiej wsi Dacznaja-2.